# Münster
Münster ([ˈmʏnstɐ]ⓘ) (o Muñiste en español, exónimo actualmente en desuso)[cita requerida] es una ciudad alemana situada en el estado de Renania del Norte-Westfalia. Tiene 318.958 habitantes (2023) y es la capital del distrito del mismo nombre. Münster está entre Dortmund y Osnabrück, en el centro del Münsterland. Es conocida como la ciudad de las bicicletas y por su centro histórico, que fue restaurado poco a poco después del fin de la Segunda Guerra Mundial.
Münster tiene estatus de gran ciudad desde 1915. Hoy en día, Münster tiene aproximadamente 58 000 estudiantes (2014/2015) y es uno de los centros académicos más importantes, ya que cuenta con varias universidades. Münster es sede de una diócesis católica. En 799, el papa León III fundó el Obispado de Münster, así como las diócesis de Osnabrück, Minden y Paderborn. Actualmente, el obispo de Münster es Felix Genn.

## Historia
La ciudad de Münster fue fundada en el año 793 por Ludgero de Frisia (más tarde canonizado). Surgió como un pequeño monasterio situado cerca de un poblado sajón. Gracias a su privilegiada situación, creció rápidamente y ya en 803 se inició la construcción de la catedral y se nombró el primer obispo en 805, que fue San Ludgero.
En 1534, los anabaptistas se hicieron dueños de la ciudad durante la llamada Rebelión de Münster. El predicador anabaptista Melchor Hoffman anunció que había recibido diferentes visiones que indicaban que la Nueva Jerusalén y la Segunda Venida de Jesucristo acaecerían en Estrasburgo. Al no producirse, seguidores suyos como Jan Matthys pronosticaron que el lugar donde se produciría la parusía sería Münster, de manera que muchos ciudadanos se unieron a sus ideas y las adoptaron libremente. Al final de febrero de dicho año, Jan Matthys llegó a Münster predicando la abolición de la moneda, la igualdad entre hombres y la comunalización de los bienes; es decir, una especie de comunismo cristiano. Mientras que algunos miles de habitantes de Münster abandonaron la ciudad debido a la instauración de este nuevo gobierno teocrático, otros tantos procedentes de toda Europa llegaron a la ciudad. Münster se convirtió en una de las fortalezas de los anabaptistas con Jan Matthys como líder. Mientras tanto, el obispo de Münster había reunido un ejército a las afueras de la ciudad e inició el asedio. Tras la muerte de Matthys durante un ataque de las tropas del obispo, el poder pasó a un joven sastre llamado Jan van Leiden. Nada más tomar el poder, él mismo se coronó rey del "Reino Anabaptista de Münster". Van Leiden introdujo una serie de reformas, todas las cuales justificaba como revelaciones del "Padre Celestial". Entre otras normas introdujo la poligamia. Esta ley se convirtió en un deber; y aquellos que no la acataban, eran decapitados o encarcelados. Cuando una de las dieciséis concubinas de van Leiden se atrevió a criticarle y denunciar la lujosa vida que su marido llevaba, frente a la pobreza de la población, el propio van Leiden la decapitó públicamente y tras ello danzó y cantó alrededor de su cadáver. Todas estas acciones causaron la desmoralización de los habitantes de la ciudad, además de la escasez de alimentos. Al cabo de 16 meses de asedio, las tropas del obispo lograron entrar finalmente en la ciudad gracias a la traición. Los jefes anabaptistas fueron ajusticiados y sus cadáveres colgados en jaulas en la torre de la iglesia de San Lamberto. Actualmente las jaulas siguen colgando de la iglesia, pero hace tiempo que los cadáveres fueron sacados.
Münster se volvió a recuperar económicamente y en 1580 ya era la principal ciudad de Westfalia en la Hansa. La Paz de Westfalia se negoció en Münster y Osnabrück. Se firmó el 24 de octubre de 1648 en la Sala de la Paz del Ayuntamiento de Münster y puso fin tanto a la Guerra de los Treinta Años como a la de los Ochenta Años.
Desde el fin de la Segunda Guerra Mundial, en que la región resultó gravemente bombardeada por los aliados, las fuerzas armadas alemanas actúan únicamente a escala multinacional, en el marco de la Unión Europea (UE) y la Organización de las Naciones Unidas (ONU). Por ello la Bundeswehr está integrada en diversas unidades multinacionales, como el primer cuerpo del ejército germano-neerlandés, con base en Münster.

## Organización administrativa
| Barrios |
| --- |
| Albachten - Amelsbüren - Angelmodde - Berg Fidel - Coerde - Gelmer - Gievenbeck - Gremmendorf - Handorf - Häger - Hiltrup - Kinderhaus - Mecklenbeck - Nienberge - Roxel - Sprakel - Wolbeck |

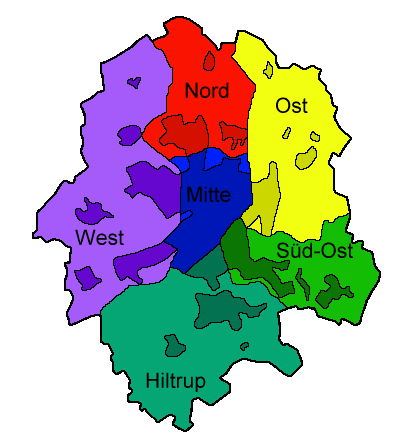
Subdivisión administrativa de Münster en sus seis distritos – las partes oscuras representan las áreas construidas de la ciudad.

Dividida en seis distritos administrativos: "Mitte" (medio), "Nord" (norte), "Ost" (este), "West" (oeste), "Süd-Ost" (sureste) y "Hiltrup". Cada distrito se subdivide en barrios residenciales (Wohnbereiche; término anticuado, que ya no se emplea), en cambio "Stadtteil" sí se usa (principalmente son las comunidades nuevas).

Y son 45 los distritos estadísticos.

Los nombres oficiales (del siguiente listado). Los usados en el habla común (conversaciones de la calle) varían algo de los oficiales.
- Mitte: Kernbereich (centro)
- Münster-Nord: Coerde · Kinderhaus · Sprakel con Sandrup
- Münster-Ost: Dyckburg, es Mariendorf con Sudmühle · Gelmer unido a Gittrup · Handorf con Kasewinkel, Kreuzbach, Laer, Dorbaum y Verth en la orilla izquierda de los ríos Ems y Werse

Mauritz-Ost y Mondstraße, unidos, y mejor conocidos como Sankt Moritz (San Mauricio)
- Münster-oeste: · Albachten · Gievenbeck · Mecklenbeck · Nienberge con Häger, Schönebeck y Uhlenbrock · Roxel con Altenroxel y Oberort · Münster-Sentrup (Sentruper Höhe)
- Münster-sureste: Angelmodde con Hofkamp · Gremmendorf con Loddenheide · Wolbeck
- Münster-Hiltrup: Berg Fidel · Hiltrup · Amelsbüren con Sudhoff, Loevelingloh y Wilbrenning

Se puede subdividir el centro en distritos, que han evolucionado con el tiempo (historia) y cuyos límites no siempre están bien definidos, como:
- Aaseestadt · Erphoviertel · Geistviertel' · Hansaviertel · Herz-Jesu-Viertel · Kreuzviertel · Kuhviertel · Mauritzviertel · Neutor · Pluggendorf · Rumphorst · Schlossviertel · Südviertel · Uppenberg · Zentrum Nord

## Geografía

### Situación geográfica
Münster es una ciudad en Renania del Norte-Westfalia que se halla a orillas del río Aa. La ciudad está en el centro del Münsterland, una región caracterizada por su poblamiento disperso, fincas aisladas y su reserva ecológica.
Hay grandes ciudades en los alrededores de Münster, como Enschede, en los Países Bajos (65 km), Osnabrück (44 km en dirección norte), Hamm (34 km en dirección sur), Dortmund (61 km en dirección sur) y Bielefeld (62 km en dirección este).
En cuanto a superficie, Münster es una de las ciudades más grandes de Alemania. No obstante, tiene grandes zonas rurales que están poco pobladas. La densidad de población es de 980 habitantes por km² (2012) porque la mitad de los términos municipales se dedican a la agricultura.
Además, la parte urbanizada de Münster es relativamente grande porque los edificios son de baja altura. Hay muchas casas unifamiliares, villas y casas de alquiler de dos o tres pisos.

### Clima
En Münster la gente dice «O llueve o tocan las campanas. Y cuando los dos coinciden, es domingo». Realmente la cantidad de precipitaciones (770 mm por año; media de 1981-2010) corresponde al término medio en Alemania. La impresión de que Münster es una ciudad lluviosa surge de la cantidad relativamente grande de días de lluvia con baja cantidad de precipitaciones. La temperatura media asciende a 9,8 °C y hay aproximadamente 1580 horas de sol al año.

## Demografía
Münster tiene unos 300 000 habitantes. Aproximadamente, el 8,7% son extranjeros. Como dato de interés, la tasa de desempleo ascendía a 6% a finales de 2014.

## Infraestructura

### Medios de transporte
Münster es un punto importante del noroeste de Alemania para el tráfico ferroviario de viajeros. Hay líneas a Hamburgo, Colonia, Düsseldorf y a la Cuenca del Ruhr, los cuales son lugares turísticos muy interesantes.
En el tráfico de la ciudad, la bicicleta cobra un significado especial. Hay una red muy buena de carril bici que tiene una longitud de 459 km, así que el 40% de los viajes urbanos se hace en bicicleta. Por ello, ninguna otra ciudad alemana tiene una masa tan grande de ciclistas. De hecho, Münster ya ha sido declarada varias veces como la mejor ciudad de Alemania para los ciclistas.
También hay una red de autobuses a cargo de la Stadtwerke Münster.

### Educación y ciencias
Münster es una ciudad universitaria. Hay, aproximadamente, 50 000 universitarios y más de 30 000 alumnos matriculados en 92 colegios e institutos diferentes. En conjunto, más de un cuarto de la población total de la ciudad está estudiando.
Los universitarios estudian en la Universidad de Münster o las escuelas técnicas superiores. La Westfälische Wilhelms-Universität (WWU), fundada en 1790, tiene 37.200 estudiantes (2010/2011) y es una de las universidades más grandes de Alemania. Hay 110 carreras disponibles en 15 facultades.
La Universidad de Münster (WWU) no tiene un campus concreto, sino que los edificios universitarios se distribuyen por toda la ciudad, y por eso el aspecto urbano está caracterizado por estudiantes que se desplazan en bicicleta. Por su parte, la escuela técnica superior más grande de Münster es la Fachhochschule Münster, la cual tiene aproximadamente 10.800 estudiantes (2011/2012).
Las instituciones de investigación más importantes de Münster son el instituto Max Planck, dedicado a la biomedicina molecular, y el Instituto de la facultad Evangélica-Teológica de la WWU.

## Cultura

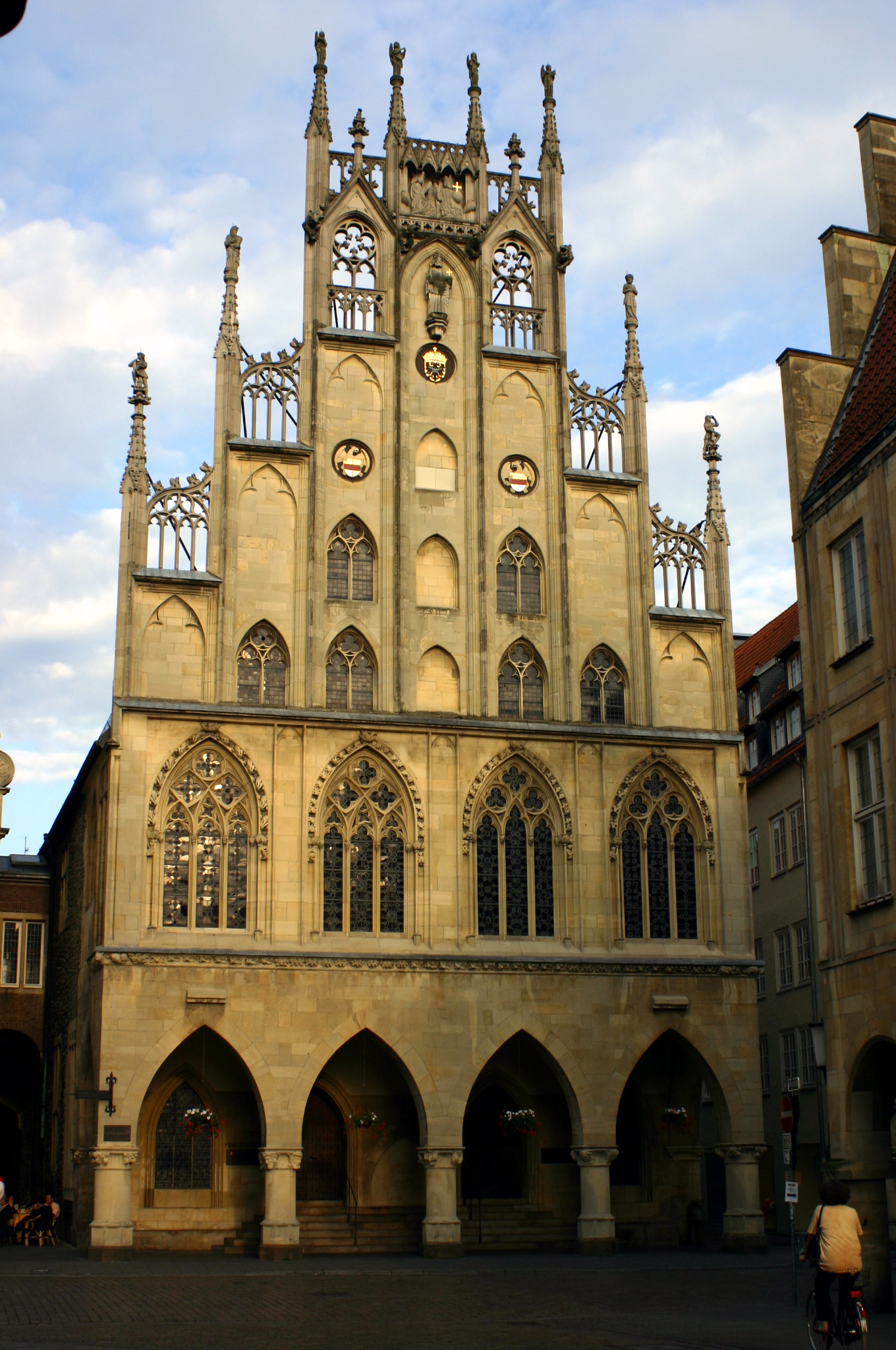
Ayuntamiento de Münster.

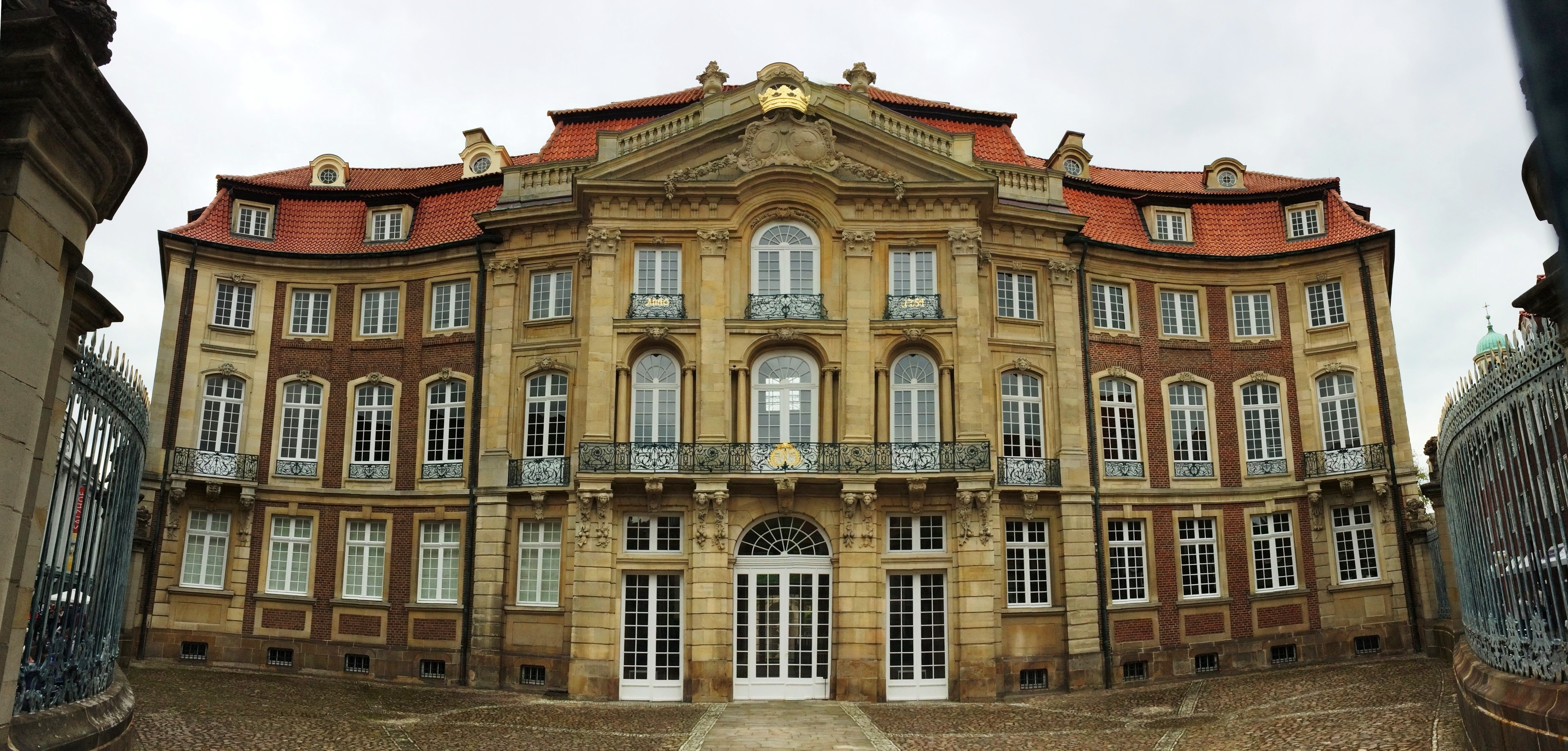
El Palacio Erbdrostenhof, donde nació la Beata Madre María del Divino Corazón, condesa Droste zu Vischering.

La ciudad ofrece un gran abanico de actividades lúdicas y deportivas gracias a la cantidad de eventos organizados, y zonas adaptadas y destinadas al ocio como su extenso carril bici de 459 kilómetros, el paseo Promenade que rodea la ciudad antigua, el río navegable en pequeñas barcas, o el Jardín Botánico situado detrás del palacio. La mejor manera de visitar la ciudad es a través del carril bici, que también se permite recorrerlo en patines, y que pasa por toda la ciudad e incluso llega a sus alrededores, donde se encuentran sus típicos castillos rodeados de agua.
Una de las zonas de copas más frecuentadas por los estudiantes de Münster es Kuhviertel. Esta zona se ubica en la parte antigua de la ciudad. Otro de los lugares más visitados para disfrutar de un día de ocio es el Kreativkai. Se trata del puerto de Münster y se encuentra en el canal Dortmund-Ems. Varios editoriales, artistas o agencias de publicidad han decidido establecerse en la zona, en la que también hay numerosos restaurantes, cines, teatros y discotecas.

### Atracciones de Münster

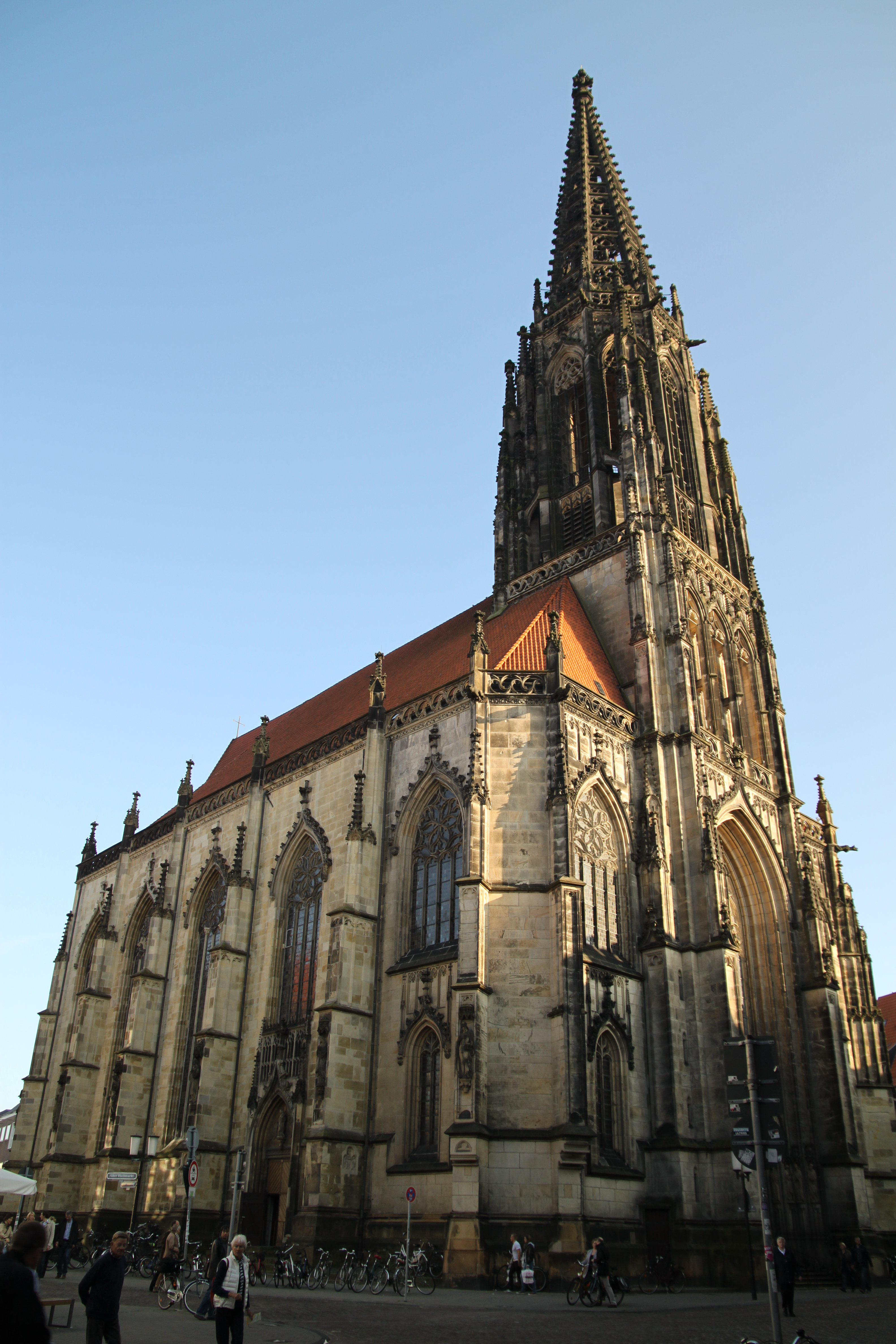
Iglesia de St. Lamberto.

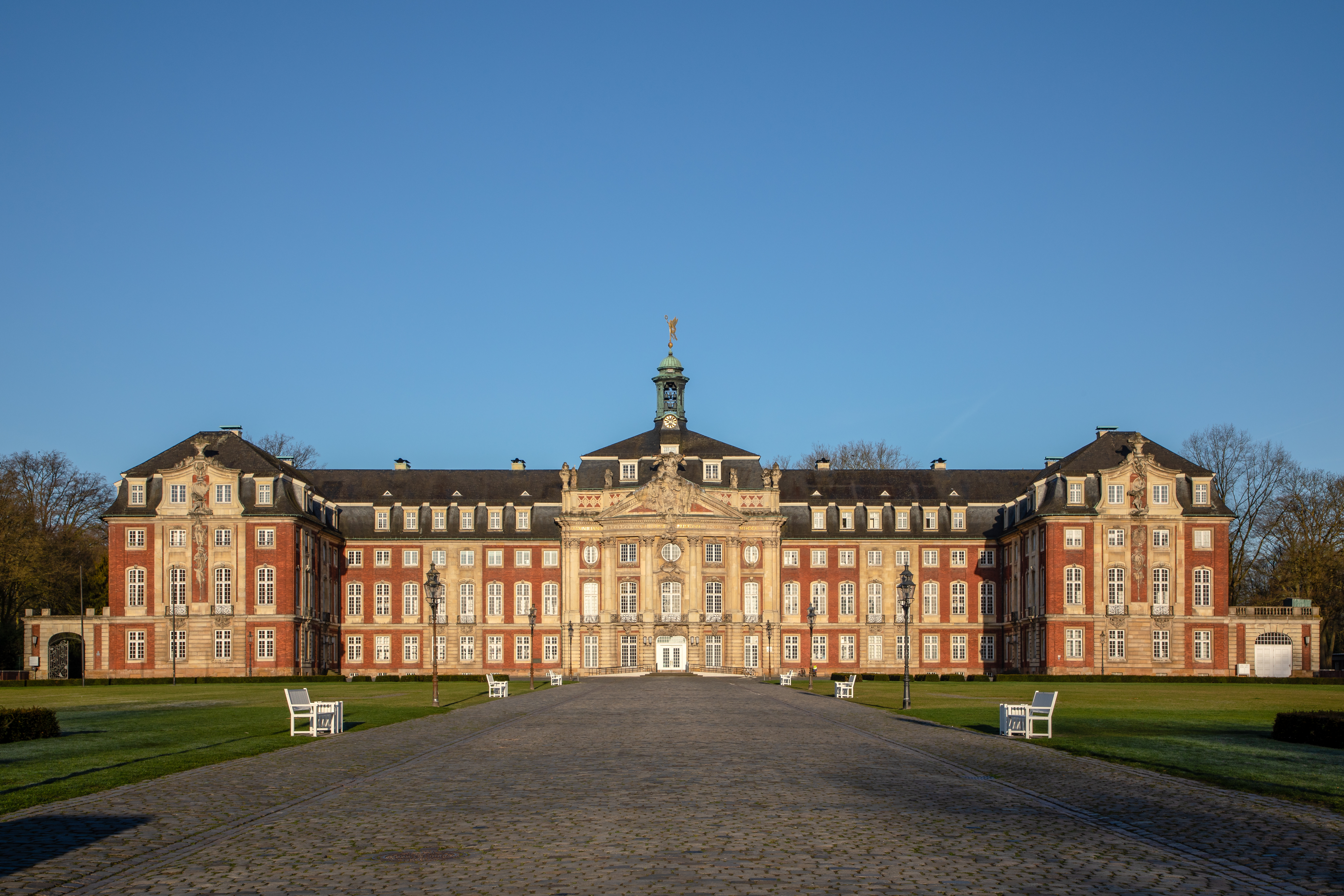
Schloss Münster, antigua residencia del príncipe-obispo de Münster

- Prinzipalmarkt: Es el principal atractivo y donde se encuentra el ambiente real de Münster. Es el centro de la ciudad, lleno de edificios históricos, restaurantes y tiendas.
- Mercadillo semanal (Wochenmarkt Münster): Es la segunda atracción más concurrida. Es un mercado que se realiza los miércoles y los sábados, y en el que podemos encontrar de todo, desde comida (carne, fruta y pescado) hasta ropa y bisutería.
- Aasee: Este es un gran lago del que se puede disfrutar en pequeñas barcas de alquiler, también para pasear, leer y hacer deporte en sus alrededores de zonas verdes, o tomar un refresco en los bares. Es un lugar idílico para relajarse y huir del bullicio de la ciudad.
- Catedral de San Pablo (St. Paulus Dom): Es la principal iglesia de la ciudad y uno de los monumentos históricos más importantes, pero a pesar de ser el edificio más emblemático de la ciudad, debe ser visitado de día, pues de noche no está iluminado.
- Iglesia de San Lamberto
- Parque zoológico (Allwetterzoo Münster): Parque zoológico ideal para visitar y disfrutar de él en familia. Dispone de rutas a seguir y de sitios para acomodarse a descansar, hacer pícnic, etc.
- Museo de la Ciudad (Stadtmuseum): Museo histórico cuya entrada es gratuita. Además de haber una exposición permanente sobre distintos aspectos de la ciudad, hay otras exposiciones que van cambiando.
- Sala de congresos (Stadthalle): Se trata de un lugar histórico, con edificios de gran valor arquitectónico. Además, gran parte de su importancia histórica se debe a que fue allí donde se firmó la Paz de Westfalia.
- GOP Variete-Theater Münster (Teatro): Se trata de un teatro con mucho encanto que ofrece espectáculos y shows muy variados y de gran expectación.
- Jardín botánico de Münster: Ofrece un agradable e interesante paseo, aunque sin duda, la mejor estación para visitarlo es la primavera.
- Iglesia de St. Lamberto: Es una iglesia gótica situada en el centro de la ciudad, en la calle comercial.
- Ayuntamiento (Rathaus) y Salón de la Paz (Friedensaal): El Ayuntamiento es una construcción gótica de mediados del siglo XIV, reconstruido de manera fiel y original en los años 50. El Salón de la Paz es el escenario en el que se firmó la Paz de Westfalia en 1648.
- Kiepenkerl: Monumento que representa al mercader ambulante de los alrededores de Münster, el Kiepenkerl, que intercambiaba mercancías y noticias entre la ciudad y el campo.
- Schloss Münster:  antigua residencia del príncipe-obispo de Münster, construida en estilo barroco entre 1767 y 1787 por Johann Conrad Schlaun. Su fachada está decorada con multitud de esculturas y tuvo que ser reconstruida conforme a la original tras la Segunda Guerra Mundial. Ahora es la sede de la Universidad de Münster.
- Promenade (Paseo): Aquí se hallaba la muralla de la ciudad y hoy un paseo franqueado por árboles que rodea la ciudad antigua.

## Deportes
SC Preußen Münster es el club de fútbol local y militará desde la temporada 2024-25, en la segunda división del fútbol alemán, la 2. Bundesliga tras haber ascendido. Su estadio es el Preußenstadion, cuyo aforo es de 14.300 espectadores.